# Ochyrotica salomonica
Ochyrotica salomonica là một loài bướm đêm thuộc họ Pterophoridae. Nó được tìm thấy ở New Guinea và quần đảo Solomon.